# Lịch sử România
Lịch sử của Romania chịu ảnh hưởng mạnh bởi lịch sử, văn hóa của La Mã cổ đại. Lịch sử của România (là một quốc gia) bắt đầu vào năm 1859. Tuy nhiên, lịch sử của đất nước Rumani hình thành và phát triển bắt đầu từ thời cổ đại và bao gồm vùng lãnh thổ rộng lớn hơn Rumani ngày nay.

## Thời kỳ tiền sử
Vùng đất Romania ngày nay đã có những nhóm người khác nhau đến sinh sống từ thời tiền sử. Một mẫu hóa thạch xương hàm của người đàn ông đã được tìm thấy tại România và được xác định có niên đại khoảng 34.000 đến 36.000 năm. Đây được coi là mẫu hóa thạch người cổ nhất tại châu Âu. Bên cạnh đó, một hộp sọ có niên đại khoảng 35.000 đến 40.000 năm cũng được tìm thấy tại một hang động gần Anina đã khẳng định con người đã xuất hiện tại vùng đất România từ rất sớm.

## Vương quốc Dacia
Những người Dacia đã xuất hiện tại România ít nhất vào khoảng năm 513 trước công nguyên. Dưới sự lãnh đạo của Burebista, Dacia trở thành một quốc gia hùng mạnh và thậm chí còn đe dọa cả một số vùng của Đế quốc La Mã. Trước tình cảnh đó, quan độc tài Julius Caesar dự định mở một chiến dịch lớn chống lại người Dacia nhưng ông đã bị ám sát vào năm 44 trước công nguyên. Không lâu sau đó, Burebista cũng bị ám sát bởi một trong những quý tộc của ông ta. Vương quốc Dacia bị phân thành những quốc gia nhỏ hơn rồi tái thống nhất lại vào năm 95 sau công nguyên dưới sự cai trị của vua Decebalus. Sau đó Dacia lại phải trải qua một giai đoạn đầy biến động cho đến khi hoàng đế La Mã là Marcus Ulpius Nerva Traianus đánh bại Decebalus vào năm 106 sau công nguyên và Dacia trở thành một phần của đế quốc. Nhưng đến năm 271, người La Mã đã phải rút lui do sự xâm lược của người Goth và người Carpi đối với vùng đất này.

## Trung cổ
Khoảng năm 271, La Mã rút khỏi Daica. Dân du mục Goth vào chiếm và sinh sống với dân địa phương cho đến thề kỷ 4, khi dân du mục Hung tiến vào. Khu vực Transilvania do dân Gepid và Avar chiếm đóng cho đến thế kỷ 8. Sau đó bị sáp nhập vào đế quốc Bulgaria đến năm 1018. Trong thế kỷ 10 - 11, Transilvania thuộc vương quốc Hungary cho đến thế kỉ 16 khi Tỉnh độc lập Transilvania được thành lập. Do sự tàn phá và các gánh nặng về kinh tế, dân địa phương không bị ảnh hưởng bởi dân nhập cư về văn hóa và lối sống. Người Pechenegs, người Cumans và người Uzes cũng được nhắc đến trong quá trình lịch sử trên vùng lãnh thổ România, cho đến sự thành lập của các tỉnh România mang tên gọi Wallachia bởi Basarab I, và Moldavia bởi Dragoş vào thế kỉ thứ 13 và thứ 14 theo thứ tự được kể.
Vào thời Trung Cổ, người Romani sống trong hai tỉnh độc lập chính: Wallachia (tiếng Romani: Ţara Românească - "Đất của người Romani"), Moldavia (tiếng Romani: Moldova) cũng như tỉnh Transilvania được cai quản bởi Hungary.
Vào năm 1475, Stefan III Đại đế xứ Moldavia đã đại thắng trước quân Ottoman trong trận Vaslui. Tuy nhiên, về sau Wallachia và Moldavia lại dần chịu sự bá chủ của Đế quốc Ottoman trong suốt thế kỉ 15 và thế kỉ 16 (năm 1476 đối với Wallachia, Moldavia vào năm 1514), như là những nước chư hầu phải nộp triều cống với quyền tự trị hoàn toàn và sự độc lập đối với bên ngoài cuối cùng mất hẳn vào thế kỉ thứ 18.
Một trong những vị vua kiệt xuất của Hungary, Mátyás Corvin (được biết đến trong tiếng România như là Matei Corvin), người trị vì từ 1458-1490, được sinh ra ở Transilvania. Ông tự nhận là người România bởi vì cha ông là người România, Iancu de Hunedoara (Hunyadi János trong tiếng Hungary), và bởi người Hungary vì mẹ ông là người Hungary. Sau này, vào năm 1541, Transilvania trở thành một bang gồm nhiều chủng tộc dưới quyền cai quản của triều đình Ottoman sau trận Mohács.

## Cận đại
Mihail Viteazal (1558-9 tháng 8 năm 1601) là Công tước xứ Wallachia (1593-1601), xứ Transilvania (1599-1600), và xứ Moldavia (1600). Trong suốt triều đại ông 3 tỉnh này được cư ngụ đa số bởi người România lần đầu tiên sống dưới cùng một chế độ cai trị. 

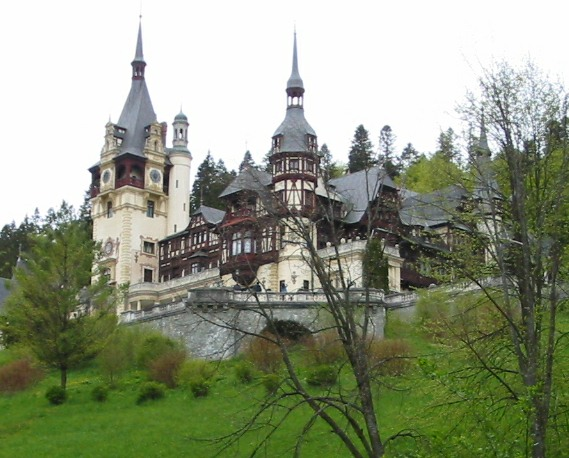
Lâu đài Peleş - nơi ở của hoàng gia România

Vào năm 1812 đế quốc Nga sáp nhập Bessarabia, phân nửa phần phía đông của Moldavia (một phần bị mất do Hòa ước Paris (1856)); vào năm 1775 các hoàng đế nhà Habsburg đã sáp nhập phần phía bắc, Bukovina, và Đế quốc Ottoman phần đông-nam, Budjak.
Vào cuối thế kỉ 18, triều đình Habsburg đã sáp nhập Transilvania vào phần mà sau này trở thành Đế quốc Áo. Trong suốt thời gian thống trị của đế quốc Áo-Hung (1867-1918), người dân România ở vùng Transilvania đã trải qua một sự đàn áp tệ hại nhất dưới hình thức các chính sách Hungary hóa của nhà nước Hungary.

### Vương quốc România
Nước România hiện đại được thành lập với sự sáp nhập của hai bang Moldavia và Wallachia vào năm 1859 dưới thời Công tước Alexandru Ioan Cuza xứ Moldavia. Ông ta bị thay thế bởi Công tước Karl xứ Hohenzollern-Sigmaringen vào năm 1866. Trong Chiến tranh Nga-Thổ Nhĩ Kỳ, 1877-78, România chiến đấu ủng hộ phía Nga; trong Hiệp định Berlin, 1878 România được công nhận như là một nước độc lập bởi các nước đế quốc. Để đổi lại việc nhượng cho Nga ba quận phía nam của Bessarabia mà sau này được lấy lại bởi Moldavia sau Chiến tranh Krym vào năm 1852, Vương quốc România đoạt lấy Dobruja. Vào năm 1881 bang này được nâng lên thành một vương quốc và Công tước Carol I trở thành vua Carol I.

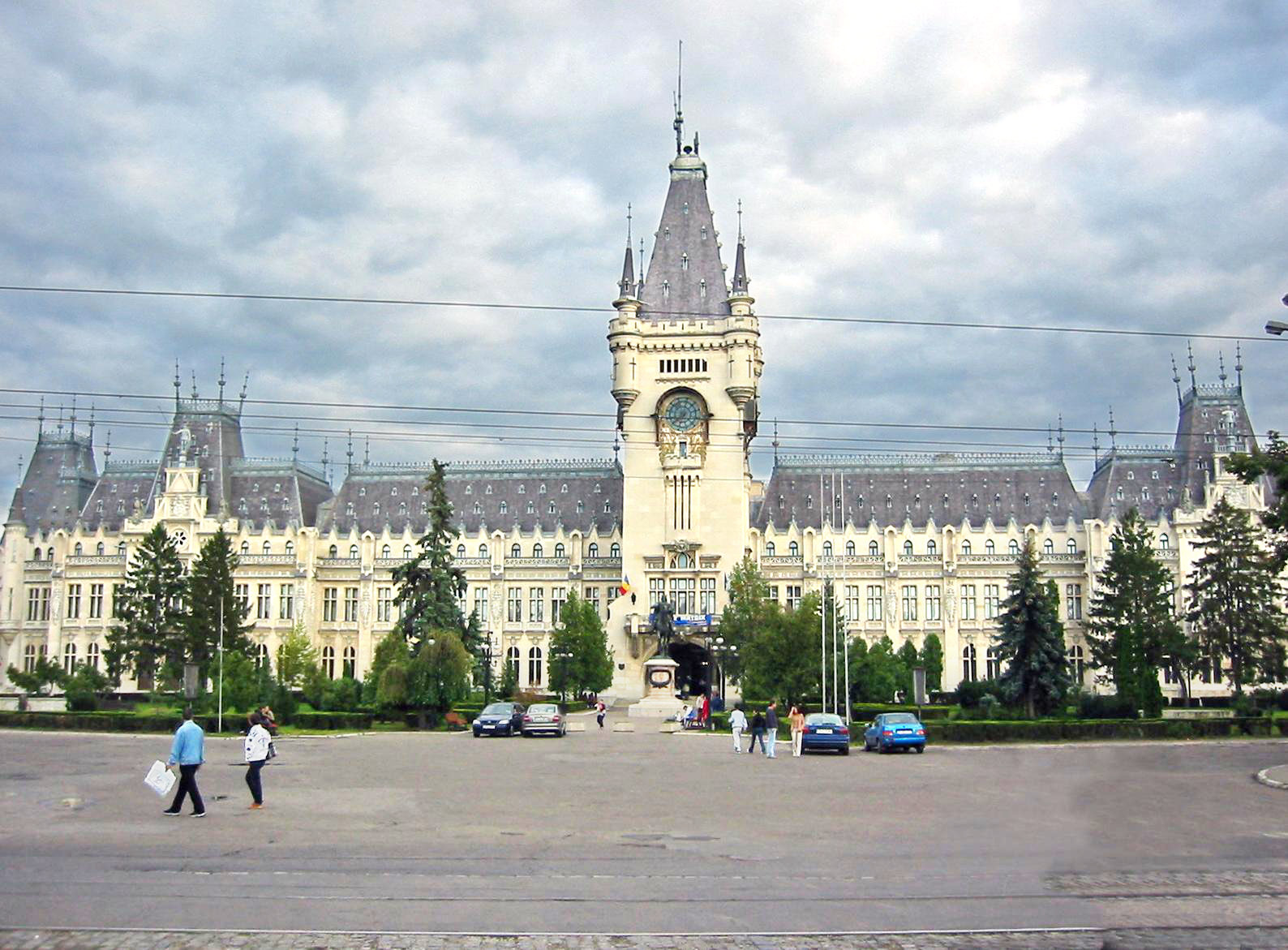
Cung Văn hoá Iaşi

România tham gia Chiến tranh thế giới thứ nhất cùng phe với Đồng minh ba bên. Chiến dịch quân sự của România đã kết thúc thảm hại khi quân Liên minh Trung tâm chinh phục phần lớn đất nước và bắt hoặc giết phần lớn quân đội România chỉ trong vòng 4 tháng. Trong giai đoạn cuối của cuộc chiến, đế quốc Nga hoàng sụp đổ năm 1917 với cuộc Cách mạng Tháng Hai, còn đế quốc Áo-Hung thì tan rã năm 1918. Những sự kiện này cho phép Bessarabia, Bukovina và Transilvania tái gia nhập với Vương quốc România vào năm 1918. Nước Hungary khôi phục sau cuộc chiến đã bãi bỏ các đặc quyền và danh hiệu của Hoàng gia Habsburg trong Hiệp ước Trianon vào năm 1920.

## Chiến tranh thế giới thứ hai

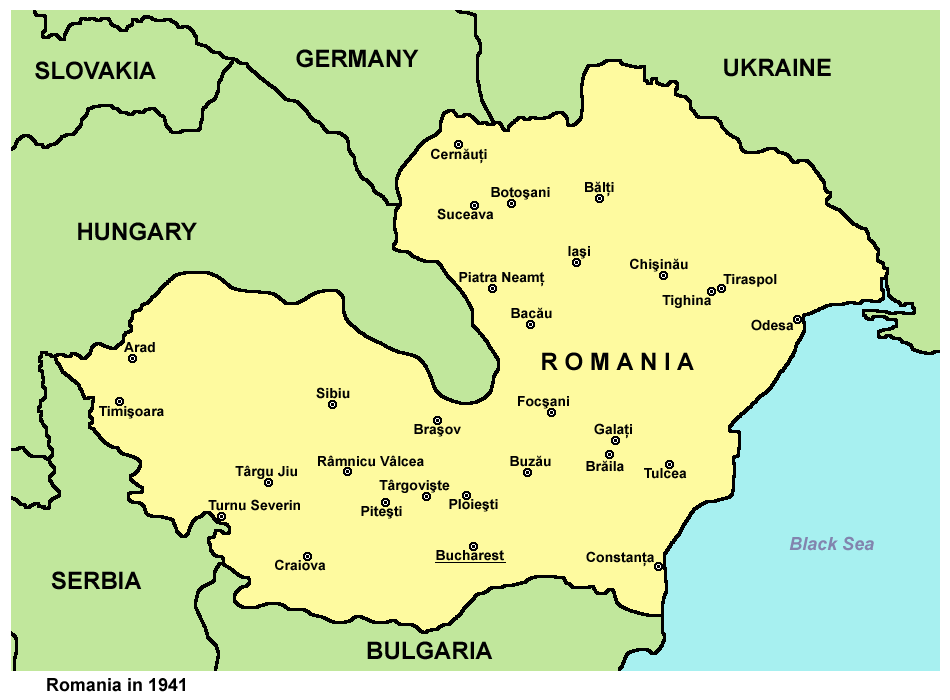

Năm 1940 trong Chiến tranh thế giới thứ hai, Bắc Bukovina và Bessarabia, Bắc Transilvania và phía nam Dobruja bị chiếm bởi Liên Xô, Hungary và Bulgaria theo thứ tự kể trên. Vua Carol II độc đoán đã thoái vị vào năm 1940 và những năm sau đó România bước vào cuộc chiến tham gia lực lượng của Phe Trục. Sau sự chiếm đóng của Liên Xô, România lấy lại được Bessarabia và phía bắc Bukovina từ nước Nga Xô-viết, dưới sự lãnh đạo của tướng Ion Antonescu. Đức tặng thưởng lãnh thổ Transnistria cho România. Trong suốt cuộc Chiến tranh thế giới thứ hai, chính quyền Antonescu, liên minh với phát xít Đức, đã đóng một vai trò trong Holocaust, với các chính sách đàn áp và tàn sát người Do Thái, và ở mức độ thấp hơn là người România. Theo một báo cáo phát hành năm 2004 bởi một cơ quan do cựu Tổng thống Ion Iliescu bổ nhiệm và điều hành bởi Elie Wiesel (người đã từng đoạt giải Nobel), các nhà cầm quyền România là thủ phạm trong việc lên kế hoạch và thực hiện việc giết từ 280.000 đến 380.000 người Do Thái, nguyên trong miền Đông România thu lại hay chiếm của Liên Xô, dù trong một số tài liệu ước lượng thương vong trong thế chiến II thậm chí còn cao hơn.
Vào tháng 8 năm 1944 chính quyền Antonescu bị lật đổ, và România gia nhập phe Đồng Minh chống lại phát xít Đức, nhưng vai trò của nước này trong việc đánh bại Đức không được công nhận bởi Hiệp định Hòa bình Paris, 1947.

## Cộng hoà Xã hội Chủ nghĩa România
Vào năm 1947, vua Michael I bị những người Xã hội Chủ nghĩa bắt phải từ bỏ quyền lực và rời khỏi đất nước. Sau đó, România tuyên bố là một nhà nước Cộng hòa và đặt dưới sự quản trị của quân đội Liên Xô cùng nền kinh tế phụ thuộc Liên Xô cho đến thập niên 50 của thế kỉ XX. Trong thời gian đó, phần lớn nguồn tài nguyên của România đã bị khai thác gần như cạn kiệt do sự thỏa thuận của Liên Xô và România trong hiệp định Xô-România. Sau cuộc thương thảo về việc rút lui của Liên Xô tại đây vào năm 1958, România, dưới sự lãnh đạo của Nicolae Ceauşescu, bắt đầu theo đuổi những chính sách độc lập hơn với Liên Xô như việc chỉ trích Khối Warszawa can thiệp quân sự vào Tiệp Khắc, tiếp tục duy trì quan hệ ngoại giao với Israel sau Cuộc chiến 6 ngày năm 1967, thiết lập các mối quan hệ kinh tế và ngoại giao với Cộng hòa Liên bang Đức. Ngoài ra, sự hợp tác chặt chẽ với các quốc gia Ả Rập cho phép România đóng vai trò chủ chốt trong tiến trình đối thoại Israel-Ai Cập và Israel-PLO. Tuy nhiên, nợ nước ngoài của România gia tăng không ngừng, từ năm 1977-1981, nợ nước ngoài tăng từ 3 lên 10 tỷ USD, ảnh hưởng của các tổ chức tài chính quốc tế như IMF và Ngân hàng thế giới tăng lên, mâu thuẫn với đường lối chính trị của Nicolae Ceauşescu. Ông đề xướng một dự án cuối cùng để hoàn trả nợ nước ngoài của România bởi các đường lối chính trị trên đã làm nghèo và kiệt quệ România, trong khi mở rộng quyền lực của công an và tệ sùng bái cá nhân. Việc đó đã làm giảm uy tín của Nicolae Ceauşescu và dẫn đến việc ông bị tử hình trong cuộc Cách mạng România năm 1989.